# Chiesa della Madonna delle Grazie (Roccastrada)
La chiesa della Madonna delle Grazie è un edificio sacro situato a Roccastrada.

## Storia
La chiesa originariamente faceva parte del trecentesco convento carmelitano di Sant'Ansano.

## Architettura
La facciata, alterata da numerosi rimaneggiamenti, si presenta preceduta da un portico.
L'interno a navata unica ha altari in gesso e stucco decorati secondo modalità tardo barocche; nel lato sinistro entro un altare è emerso un interessante, anche se frammentario, affresco, rappresentante la Madonna col Bambino, riferibile a Giovanni Maria di Ser Giovanni Tolosani. Allo stesso artista spetta il notevole dipinto murale posto dietro l'altare maggiore recante l'immagine di Cristo in pietà fra i dolenti (1535).